# 2S40 Floks
2S40 Floks (ros. 2С40 Флокс, pol. floks) – rosyjski samobieżny moździerz kalibru 120 mm zaprojektowany przez Centralny Instytut Badawczy „Buriewiestnik” z Niżnego Nowogrodu i produkowany przez zakłady Uraltransmash z Omska. Konstrukcja została po raz pierwszy oficjalnie zaprezentowana podczas międzynarodowego forum technicznego w Moskwie w 2016 roku. 
Floks powstał w ramach projektu badawczo-rozwojowego Sketch zakładającego powstanie nowych systemów artyleryjskich różnego przeznaczenia (wraz z między innymi 2S39 Magnolia i 2S43 Małwa). Prace nad nim rozpoczęły się w 2015 roku i pierwotnie wykorzystywały moździerz montowany w 2S9 Nona. Konstrukcja łączy w sobie cechy moździerza i działa samobieżnego pozwalając na rażenie celów zarówno tradycyjnymi granatami, jak i amunicją kumulacyjną. W 2022 roku zakończyła się faza testów i pojazdy zostały skierowane do produkcji dla Sił Zbrojnych Federacji Rosyjskiej. 

## Charakterystyka
Floks wykorzystuje podwozie kołowe ciężarówki Ural-63704-0010 w układzie 6x6 wyposażonej w silnik wysokoprężny YaMZ-652 o mocy 440 KM. Posiada opancerzoną kabinę chroniącą załogę przed bronią małokalibrową oraz odłamkami, ponadto podłoga pojazdu jest w stanie wytrzymać eksplozję ładunku o sile dwóch kilogramów trotylu. Na wyposażeniu znajduje się także system ochrony przed skutkami działania broni masowego rażenia. Załogę stanowią cztery osoby: dowódca, kierowca oraz dwóch operatorów uzbrojenia.
Pojazd jest uzbrojony w armatomoździerz 2A80 kalibru 120 mm wyposażony w system kierowania ogniem. Nie jest on w żaden sposób osłonięty z zewnątrz. Może strzelać zarówno standardowymi granatami moździerzowymi, jak również wykorzystywać amunicję precyzyjną Kitołow-2M do zwalczania celów opancerzonych. Zasięg zależy od stosowanej amunicji i wynosi średnio między 10 a 13 kilometrów przy szybkostrzelności wynoszącej 10 strzałów na minutę. Na uzbrojeniu pojazdu znajduje się również karabin maszynowy Kord osadzony w zdalnie sterowanym module na dachu kabiny oraz wyrzutnie granatów zakłócających PU-07. 

## Użytkownicy
- Rosja
  - Wojska Lądowe[6]